# Limbé (arrondissement)
Limbé (em crioulo, Lenbe), é um arrondissement do Haiti, situado no departamento do Norte. De acordo com o censo de 2003, Limbé tem uma população total de 84.951 habitantes.

## Comunas
O arrondissement de Limbé é composto por duas comunas.
- Bas-Limbé
- Limbé